# Onze-Lieve-Vrouw-Hemelvaartkerk (Houtem)
De Onze-Lieve-Vrouw-Hemelvaartkerk is de parochiekerk van de tot de West-Vlaamse gemeente Veurne behorende plaats Houtem, gelegen aan de Kerkhoek.

## Geschiedenis
Vanaf 1144 was het patronaatsrecht van de parochie in handen van de Sint-Niklaasabdij te Veurne.
De huidige kerk is een bakstenen gotische hallenkerk met pseudotransept, waaraan gebouwd werd in de 15e en 16e eeuw en in het begin van de 17e eeuw, getuige jaartallen als 1552, 1560 en 1625. Daarnaast zijn er nog natuurstenen resten van de romaanse voorganger in het gebouw verwerkt.
Een belangrijke restauratie vond plaats in 1949-1950 onder leiding van Luc Viérin.

## Gebouw
De zware voorgebouwde toren heeft drie geledingen en steunberen. De borstwering van de toren heeft hoekpinakels en de toren wordt geflankeerd door een vijfzijdig traptorentje. De forse, met leien bedekte spits werd later toegevoegd.
Het hoofdkoor heeft een driezijdige afsluiting, terwijl de zijkoren een tweezijdige afsluiting hebben.
De kerk wordt omgeven door een kerkhof.

## Interieur
De kerk bezit een schilderij, voorstellende Sint-Sebastiaan in een landschap uit de 16e eeuw. Andere schilderijen zijn: Barmhartige Samaritaan (17e eeuw), Aanbidding der Koningen (17e eeuw), Heilige Drievuldigheid (17e eeuw), en Kruisafneming met schenker en patroonheilige (1669), toegeschreven aan V. Bouquet.
Beelden zijn: Calvarie met Maria Magdalena in hout (18e eeuw), en de heiligen Petrus en Paulus, in steen (18e eeuw).
Het doksaal en de orgelkast zijn 18e-eeuws.